# Lotto (gra liczbowa)

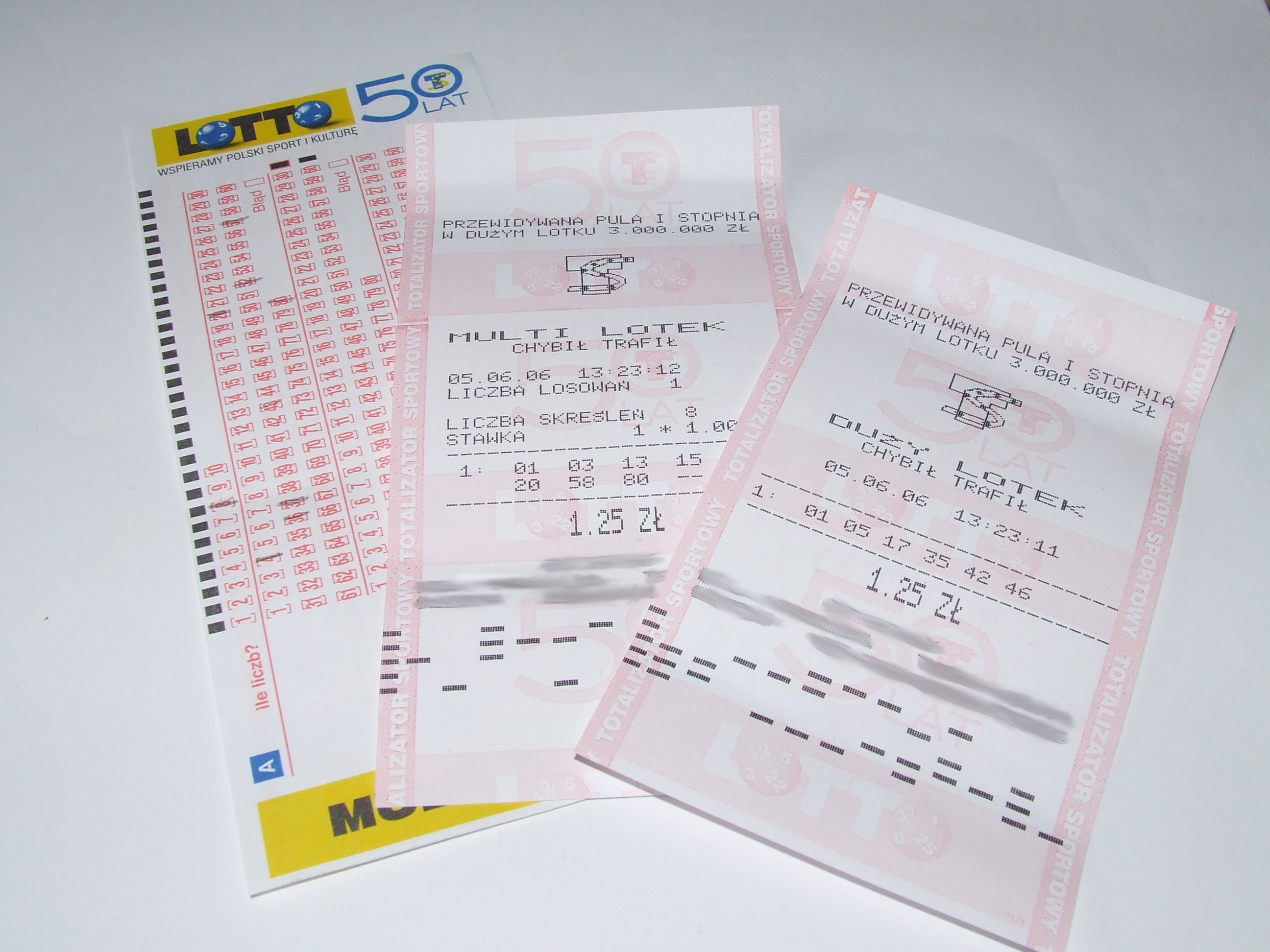
Historyczne kupony Dużego Lotka i Multi Lotka oraz blankiet Multi Lotka

Lotto (do 1975 Toto-Lotek, do 2009 Duży Lotek) – najstarsza, a zarazem najpopularniejsza w Polsce gra liczbowa organizowana przez Totalizator Sportowy. Pierwsze losowanie odbyło się 27 stycznia 1957. Polega na wytypowaniu wyników losowania 6 liczb z zakresu od 1 do 49.

## Zasady
Gra polega na poprawnym wytypowaniu losowanych w wyznaczonych terminach liczb. Podczas jednego losowania losowanych jest 6 z 49 liczb. Typowanie odbywa się przez zaznaczenie liczb na blankiecie, a od czasu wprowadzenia przez Totalizator Sportowy lottomatów (stopniowo w okresie od września 1991 do stycznia 1995) liczby mogą być typowane także przez system informatyczny. Jest to tzw. metoda „na chybił trafił”. Istnieje możliwość zawierania zakładów systemowych. W zakładach takich typuje się od 7 do 12 liczb. Jest to dokładnie równoważne z obstawieniem wszystkich kombinacji 6 liczb z 7, 6 z 8 itd.
Lotto jest grą kumulacyjną, tj. w przypadku niestwierdzenia w danym losowaniu prawidłowego wytypowania wylosowanych 6 liczb, pula na wygrane I stopnia przechodzi do kolejnego losowania i zostaje ona powiększona. Wygrane są wypłacane po trafieniu co najmniej 3 liczb.

## Historia
Gra potocznie nazywana jest Toto-Lotkiem, ze względu na przyzwyczajenie starszych graczy do pierwszej nazwy loterii, choć nazwa ta jest także używana wśród młodszych graczy. W ciągu ponad 66 lat istnienia tej loterii przeprowadzono ponad 6940 losowań (stan na 24.09.2023).

### Toto-Lotek i Duży Lotek
Początkowo losowania Toto-Lotka, a później Dużego Lotka (nazwa ta została przyjęta we wrześniu 1975) odbywały się raz w tygodniu – w niedzielę. W latach 1958–1988 zakres losowanych liczb poszerzony był o tzw. dyscypliny sportowe i tak poszczególnym numerom były przyporządkowane następujące dyscypliny:
1. Bobsleje, 2. Bojery, 3. Bieg przez płotki, 4. Bieg z przeszkodami, 5. Bieg na przełaj, 6. Boks, 7. Judo, 8. Gimnastyka, 9. Hokej na lodzie, 10. Hokej na trawie, 11. Jazda figurowa na lodzie, 12. Jazda szybka na lodzie, 13. Jeździectwo, 14. Kajakarstwo, 15. Koszykówka, 16. Kolarstwo, 17. Łucznictwo, 18. Maraton, 19. Narciarstwo, 20. Pływanie, 21. Piłka wodna, 22. Piłka nożna, 23. Piłka ręczna, 24. Pięciobój nowoczesny, 25. Podnoszenie ciężarów, 26. Pchnięcie kulą, 27. Rugby, 28. Rzut oszczepem, 29. Rzut dyskiem, 30. Rzut młotem, 31. Skoki narciarskie, 32. Skoki do wody, 33. Skok wzwyż, 34. Skok w dal, 35. Skok o tyczce, 36. Spadochroniarstwo, 37. Sporty motorowodne, 38. Siatkówka, 39. Strzelectwo, 40. Szermierka, 41. Szybownictwo, 42. Szachy, 43. Trójskok, 44. Tenis, 45. Tenis stołowy, 46. Wioślarstwo, 47. Zapasy, 48. Żeglarstwo, 49. Żużel.
Od 2 czerwca 1984 (losowanie 1999) przeniesiono je na soboty. Od 2 października 1991 (losowanie 2764) wprowadzono losowania środowe. Wtedy też ustalono gwarantowaną pulę na wygrane I stopnia wynoszącą wówczas 1 000 000 000 zł. 
W listopadzie 1996 wprowadzono zasadę kumulacji wygranych I stopnia, dzięki czemu pule na wygrane I stopnia mogą sięgać ogromnych kwot. W wyniku kumulacji rekordowa wygrana padła w Skrzyszowie 16 marca 2017 i wynosiła 36 726 210,20 zł. Rekordowa pula nagród I stopnia wyniosła 57 804 715,2 zł 7 maja 2016, jednak została podzielona między trzech zwycięzców. Wylosowane liczby to: 11, 14, 20, 27, 30 i 35.
W celu zwiększenia przychodów firmy Totalizator Sportowy 4 września 2007 (losowanie 4426) wprowadził trzecie w tygodniu losowanie Dużego Lotka. Losowania środowe zastąpiono wtorkowym i czwartkowym, sobotnie pozostawiono bez zmian. Najwięcej wygranych I stopnia – 80 – stwierdzono po losowaniu 30 marca 1994. Wylosowano wówczas liczby: 11, 16, 23, 30, 35 i 41. Każda z wygranych wyniosła 98 milionów zł (dla porównania główna wygrana wynosiła wtedy miliard lub kilka miliardów zł).
W latach 1973–1989 do losowania używano maszyny HBS/RFN/1973, z kasetą odblokowywaną ręcznie przez członka Komisji Kontroli Gier i Zakładów. Kule miały jednolity, biały kolor. W późniejszym czasie maszyna była wykorzystywana w losowaniach Zakładów Specjalnych i Multi Lotka (1995–1997). W 1991 maszyny do losowania zostały wymienione, nowe cechowały się stosowaniem podciśnienia i automatycznie odblokowywaną kasetą po prawej stronie maszyny (z 4 rzędami mogącymi pomieścić po 13 kul), wymieniono też kule, które od tego czasu były w następujących kolorach: 1–10 – różowy, 11–20 – niebieski, 21–30 – żółty, 31–40 – zielony, 41–49 – pomarańczowy, liczby były zapisywane fontem Arial Black. Kolejna wymiana maszyn losujących miała miejsce w grudniu 2002, maszyny posiadały zmniejszone wymiary i z kasety po obu stronach (po lewej stronie 2 rzędy, po prawej 3 rzędy mogące pomieścić po 10 kul), zmieniono też nieco wygląd zewnętrzny kul, liczby były zapisane fontem Arial i otoczone czarnymi liniami (maszyna ta nadal jest stosowana w losowaniach Mini Lotto). Od 2012 wprowadzono dwie maszyny z okrągłymi bębnami Smartplay Saturn, typowe dla losowań Multi Multi; w losowaniu Lotto są używane jednolite żółte kule, a w losowaniu Lotto plus jednolite niebieskie kule.

### Lotto
10 października 2009 (losowanie 4755) gra zmieniła nazwę na Lotto, ze względu na to, iż inne europejskie gry liczbowe mają taką samą nazwę – jak dotąd tę nazwę nosiła tylko loteria. Główne zasady gry nie uległy zmianie, zmodyfikowano natomiast podział puli na poszczególne stopnie wygranych, wzrosła cena pojedynczego zakładu i, co za tym idzie, wysokość wygranych i kumulacji.

#### Lotto Plus
15 września 2012 wprowadzono dodatek do gry o nazwie Lotto Plus. W tym dodatku dopłacana jest złotówka za zakład Lotto, by wziąć udział w dodatkowym losowaniu 1 miliona złotych. W związku z tym są dwa niezależne od siebie losowania gier Lotto i Lotto Plus, gdyż są losowane dwa zestawy liczb, a losowanie Lotto Plus odbywa się bezpośrednio po losowaniu Lotto. W pierwszym losowaniu Lotto Plus 15 września 2012 (losowanie 5214) padły liczby: 4, 5, 37, 39, 43, 49.

### Dni losowań
| Dzień losowania | Okres przeprowadzania losowań          |
| --------------- | -------------------------------------- |
| wtorek          | od 4 września 2007                     |
| środa           | 2 października 1991 – 29 sierpnia 2007 |
| czwartek        | od 6 września 2007                     |
| sobota          | od 2 czerwca 1984                      |
| niedziela       | 27 stycznia 1957 – 27 maja 1984        |

## Prawdopodobieństwo trafienia w Lotto
| Liczba trafionych numerów | Liczba w pełnym zbiorze | Szansa wygranej** |
| ------------------------- | ----------------------- | ----------------- |
| 6*                        | 1 (0,0000072%)          | 1:13 983 816      |
| 5*                        | 258 (0,0018%)           | ~1:54 201         |
| 4*                        | 13 545 (0,097%)         | ~1:1032           |
| 3*                        | 246 820 (1,77%)         | ~1:57             |
| 2                         | 1 851 150 (13,2%)       | ~1:7,5            |
| 1                         | 5 775 588 (41,3%)       | ~1:2,4            |
| 0                         | 6 096 454 (43,6%)       | ~1:2,3            |

* liczba trafnych numerów, za którą przewidziano nagrody ** na stronach Lotto używa się w tym kontekście słowa szansa, precyzyjnie rzecz ujmując, jest to jednak prawdopodobieństwo wygranej, a nie szansa w znaczeniu matematycznym; zgodnie z definicją matematyczną szansa wygranej dla szóstki wynosi 1:13 983 815, a dla trójki około 1:56.

### Prawdopodobieństwo wygranej w grze systemowej
| Liczba trafionych numerów | Liczba typowanych numerów | Liczba typowanych numerów | Liczba typowanych numerów | Liczba typowanych numerów | Liczba typowanych numerów | Liczba typowanych numerów |
| Liczba trafionych numerów | 7                         | 8                         | 9                         | 10                        | 11                        | 12                        |
| ------------------------- | ------------------------- | ------------------------- | ------------------------- | ------------------------- | ------------------------- | ------------------------- |
| 6                         | 1 do 1 997 688,00         | 1 do 499 422,00           | 1 do 166 474,00           | 1 do 66 589,6,00          | 1 do 30 268,00            | 1 do 15 134,00            |
| 5                         | 1 do 15 854,66667         | 1 do 6 090,51220          | 1 do 2 774,56667          | 1 do 1 422,85470          | 1 do 796,52632            | 1 do 477,19820            |
| 4                         | 1 do 464,03902            | 1 do 243,62049            | 1 do 142,28547            | 1 do 89,86451             | 1 do 60,27767             | 1 do 42,41762             |
| 3                         | 1 do 34,80293             | 1 do 23,42505             | 1 do 16,84960             | 1 do 12,75104             | 1 do 10,04628             | 1 do 8,18054              |

- Prawdopodobieństwo trafienia głównej nagrody (szóstki) w ciągu całego życia (wyliczenia przy założeniu 2 losowań na tydzień przez 50 lat, czyli 5200 losowań):

| Liczba zakładów prostych na jedno losowanie | Szansa wygranej | Szansa wygranej (%) |
| ------------------------------------------- | --------------- | ------------------- |
| 1                                           | ~1:2690         | 0,037%              |
| 2                                           | ~1:1345         | 0,074%              |
| 3                                           | ~1:897          | 0,11%               |
| 5                                           | ~1:538          | 0,19%               |
| 7*                                          | ~1:385          | 0,26%               |
| 10                                          | ~1:269          | 0,37%               |
| 28*                                         | ~1:97           | 1,04%               |
| 50                                          | ~1:54           | 1,84%               |
| 84*                                         | ~1:33           | 3,08%               |
| 100                                         | ~1:27           | 3,65%               |
| 210*                                        | ~1:13           | 7,51%               |
| 462*                                        | ~1:6            | 15,79%              |
| 924*                                        | ~1:3,4          | 29,08%              |
| 1000                                        | ~1:3,2          | 31,06%              |
| 2000                                        | ~1:1,9          | 52,47%              |
| 5000                                        | ~1:1,2          | 84,43%              |
| 10 000                                      | ~1:1,02         | 97,58%              |

* zakłady systemowe w przeliczeniu na zakłady proste
Prawdopodobieństwo, że w przeciągu {\displaystyle n} losowań zostanie trafionych {\displaystyle k} liczb wynosi:
{\displaystyle 1-(1-p)^{n}}
- {\displaystyle p} – prawdopodobieństwo trafienia {\displaystyle k} liczb w jednym losowaniu
- {\displaystyle n} – liczba losowań

### Prawdopodobieństwo trafienia dokładniekliczb
Prawdopodobieństwo trafienia w dokładnie {\displaystyle k} z sześciu wylosowanych liczb można obliczyć według wzoru:
- dla zakładu prostego: {\displaystyle {\frac {{6 \choose k}\times {49-6 \choose 6-k}}{49 \choose 6}},}
- dla zakładu systemowego: {\displaystyle {\frac {{6 \choose k}\times {49-6 \choose K-k}}{49 \choose K}},}

gdzie {\displaystyle K} – ilość typowanych liczb (od 7 do 12 liczb).
Jest to funkcja masy prawdopodobieństwa rozkładu hipergeometrycznego. 
Poszczególne człony wzoru biorą się z następującego rozumowania:
- {\displaystyle {49 \choose 6}} to liczba wszystkich możliwych układów 6 różnych liczb, losowanych z 49 bez zwracania (wynika to z zasad kombinatoryki). Na tyle sposobów można więc wylosować 6 z 49 liczb.
- {\displaystyle {6 \choose k}} – na tyle sposobów spośród 6 liczb można trafić dokładnie k liczb
- {\displaystyle {49-6 \choose 6-k}} – na tyle sposobów można pozostałych 6-k z typowanych liczb „spudłować” (czyli trafić w pozostałe, niewylosowane 43 liczby)

#### Prawdopodobieństwo trafienia „szóstki”
Zakładając, że chcemy trafić wszystkie liczby (czyli 6), szansa, że wygramy, wynosi
{\displaystyle 1:{49 \choose 6}=1:{\frac {49!}{6!\times (49-6)!}}={\frac {1}{13~983~816}}}
lub
{\displaystyle {\frac {6}{49}}\times {\frac {5}{48}}\times {\frac {4}{47}}\times {\frac {3}{46}}\times {\frac {2}{45}}\times {\frac {1}{44}}={\frac {720}{10\ 068\ 347\ 520}}={\frac {1}{13~983~816}}}
Bowiem w losowaniu bez zwracania jest tylko jeden taki układ liczb (kolejność w jakiej będą losowane te liczby nie ma znaczenia).

#### Prawdopodobieństwo trafienia „piątki”
Prawdopodobieństwo trafienia dokładnie pięciu spośród sześciu wylosowanych liczb wynosi
{\displaystyle {\frac {{6 \choose 5}\times {49-6 \choose 1}}{49 \choose 6}}={\frac {258}{13~983~816}}\approx {\frac {1}{54~201}}.}
Ze zbioru 6 wylosowanych liczb w losowaniu należy mieć na kuponie dowolne 5 (jest sześć możliwości – możemy nie mieć na kuponie dowolnej z 6 wylosowanych liczb) oraz 1 dowolną liczbę ze zbioru 43 niewylosowanych liczb.

#### Prawdopodobieństwo trafienia „czwórki”
Prawdopodobieństwo trafienia dokładnie czterech spośród sześciu wylosowanych liczb wynosi
{\displaystyle {\frac {{6 \choose 4}\times {49-6 \choose 2}}{49 \choose 6}}={\frac {15\times 903}{49 \choose 6}}={\frac {13~545}{13~983~816}}\approx {\frac {1}{1032}}.}

#### Prawdopodobieństwo trafienia „trójki”
Prawdopodobieństwo trafienia dokładnie trzech spośród sześciu wylosowanych liczb wynosi
{\displaystyle {\frac {{6 \choose 3}\times {49-6 \choose 3}}{49 \choose 6}}={\frac {20\times 12341}{49 \choose 6}}={\frac {246~820}{13~983~816}}\approx {\frac {1}{57}}.}

#### Inne
Prawdopodobieństwa tego, że trafimy przynajmniej l liczb można obliczyć z następującego wzoru:
{\displaystyle {\begin{aligned}&P(l)+P(l+1)+\ldots +P(6)=\\&=\sum _{k=l}^{6}{\frac {{6 \choose k}\times {49-6 \choose 6-k}}{49 \choose 6}}\end{aligned}}}
gdzie {\displaystyle P(l)} = prawdopodobieństwo trafienia dokładnie l liczb (patrz wyżej), {\displaystyle l\in \{1,\dots ,6\}.}
Zastosowanie tego wzoru do obliczenia, jakie jest prawdopodobieństwo wystąpienia wygrywających sytuacji, da nam:
- dla l = 5 : {\displaystyle {\frac {259}{13\ 983\ 816}}\approx {\frac {1}{53\ 991{,}57}}\approx 0{,}002\%} (prawdopodobieństwo trafienia przynajmniej „piątki”),

- dla l = 4: {\displaystyle {\frac {13\ 804}{13\ 983\ 816}}\approx {\frac {1}{1013{,}03}}\approx 0{,}1\%} (prawdopodobieństwo trafienia przynajmniej „czwórki”),

- dla l = 3: {\displaystyle {\frac {260\ 624}{13\ 983\ 816}}\approx {\frac {1}{53{,}66}}\approx 2\%} (prawdopodobieństwo trafienia przynajmniej „trójki”).

### Teoretyczna opłacalność gry
Opłacalność udziału w grze losowej określamy wartością oczekiwaną zwrotu. Biorąc pod uwagę cenę zakładu oraz oczekiwaną kumulację (wartość wypłaty za nagrodę I stopnia) można stwierdzić stopę zwrotu. Grając bez kumulacji średnio tracimy 2,07 zł na zakład (cena zakładu to 3 zł). W przypadku kumulacji 31 mln zł uczestnik wychodzi na zero (pod warunkiem, że będzie tylko jedna „szóstka”). Każda wyższa kumulacja generuje dodatnią wartość oczekiwaną.

## Najwyższe kumulacje i podział pieniędzy na wygrane
Na wygrane przeznacza się przynajmniej 51% stawek wpłaconych w grze.
Od 2009 roku wprowadzono 25% dopłaty do stawki, czyli z kuponu Lotto za 3,00 PLN na wygrane przeznaczone jest przynajmniej 51% z 2,40 PLN (dopłata 60 groszy). Zostaje 1,224 PLN na wygrane, czyli na zysk Totalizatora i wymienionych w dopłacie ministerstw przeznaczone maksymalnie jest 59,2%. Nie uwzględniając ewentualnego podatku od wygranej (od jednorazowych wartości wygranych powyżej 2280,00 PLN, zryczałtowany podatek dochodowy wynosi 10% wygranej kwoty). Co oznacza, że mniej niż 40,8% wpłaconych kwot może zostać w kieszeni zwycięskich graczy.
| Stopień wygranej | Kwota przeznaczona na wygrane (1991–2007) | Kwota przeznaczona na wygrane (2007–2009) | Kwota przeznaczona na wygrane (2009–)         |
| ---------------- | ----------------------------------------- | ----------------------------------------- | --------------------------------------------- |
| I                | 30%                                       | 36%                                       | 43%                                           |
| II               | 15%                                       | 10%                                       | 8%                                            |
| III              | odsetek zmienny                           | odsetek zmienny                           | odsetek zmienny (średnio 13%)                 |
| IV               | 10 zł                                     | 16 zł                                     | początkowo 20 zł, obecnie 24 zł (średnio 36%) |

Stopnie wygranych: I – 6 liczb, II – 5 liczb, III – 4 liczby, IV – 3 liczby.
| Rekordowe kumulacje w Dużym Lotku/Lotto: |                        |                                       |                            |
| Data kumulacji                           | Wylosowanie liczby     | Pula na wygrane I stopnia (w złotych) | Liczba wygranych I stopnia |
| 7 maja 2016                              | 11, 14, 20, 27, 30, 35 | 57 804 715,20                         | 3                          |
| 27 września 2011                         | 14, 15, 25, 27, 37, 40 | 56 166 593,20                         | 2                          |
| 6 listopada 2012                         | 5, 37, 40, 41, 45, 47  | 51 337 513,80                         | 3                          |
| 6 listopada 2008                         | 8, 13, 18, 21, 24, 47  | 40 466 171,50                         | 5                          |
| 11 kwietnia 2015                         | 1, 16, 18, 24, 31, 32  | 39 658 858,50                         | 3                          |
| 29 lipca 2008                            | 2, 6, 15, 25, 29, 30   | 37 796 991,20                         | 4                          |
| 29 września 2009                         | 6, 14, 28, 44, 45, 48  | 37 367 546,30                         | 8                          |
| 16 marca 2017                            | 9, 10, 25, 35, 44, 45  | 36 726 210,20                         | 1                          |
| 22 sierpnia 2015                         | 1, 14, 23, 31, 33, 35  | 35 234 116,20                         | 1                          |
| 9 lutego 2012                            | 9, 12, 17, 23, 28, 49  | 33 787 496,10                         | 1                          |
| 3 grudnia 2022                           | 4, 20, 25, 26, 40, 49  | 33 357 545,90                         | 1                          |
| 19 grudnia 2015                          | 11, 21, 22, 33, 40, 44 | 31 902 174,20                         | 2                          |
| 6 grudnia 2008                           | 11, 16, 18, 19, 26, 28 | 31 320 010,80                         | 3                          |
| 1 września 2012                          | 11, 15, 25, 26, 33, 48 | 30 927 429,60                         | 1                          |
| 31 maja 2016                             | 4, 12, 16, 27, 28, 30  | 30 588 372,20                         | 1                          |
| 7 lutego 2015                            | 5, 14, 34, 36, 38, 41  | 30 216 854,10                         | 1                          |
| 22 września 2012                         | 1, 9, 17, 23, 28, 38   | 29 465 370,60                         | 1                          |
| 30 stycznia 2020                         | 4, 14, 28, 40, 45, 49  | 28 825 110,00                         | 1                          |
| 16 lutego 2013                           | 10, 15, 20, 27, 36, 48 | 28 825 110,00                         | 1                          |
| 6 czerwca 2015                           | 3, 7, 12, 17, 18, 21   | 28 085 312,20                         | 1                          |
| 29 kwietnia 2010                         | 4, 7, 19, 20, 34, 46   | 24 636 124,00                         | 1                          |

## Najwyższe wygrane
Tabela przedstawia 10 najwyższych wygranych w Lotto:
|    | Data             | Wygrana (w złotych) | Miasto      |
| -- | ---------------- | ------------------- | ----------- |
| 1  | 16 marca 2017    | 36 726 210,20       | Skrzyszów   |
| 2  | 22 sierpnia 2015 | 35 234 116,20       | Ziębice     |
| 3  | 9 lutego 2012    | 33 787 496,10       | Gdynia      |
| 4  | 3 grudnia 2022   | 33 357 545,90       | Sławno      |
| 5  | 1 września 2012  | 30 927 429,60       | Bolesławiec |
| 6  | 31 maja 2016     | 30 588 372,20       | Żabno       |
| 7  | 7 lutego 2015    | 30 216 854,10       | Suwałki     |
| 8  | 22 września 2012 | 29 465 370,60       | Bolimów     |
| 9  | 30 stycznia 2020 | 29 007 416,40       | Łomża       |
| 10 | 16 lutego 2013   | 28 825 110,00       | Poznań      |

W losowaniu z 30 marca 1994 stwierdzono aż 80 wygranych I stopnia.
W 1995 w Olsztynie ten sam gracz trafił dwie „szóstki” w odstępie dwóch tygodni.